# Anwar Ibragimow
Anwar Kamilewicz Ibragimow (ros. Анвар Камилевич Ибрагимов, ur. 27 listopada 1965 w Ufie, zm. 27 sierpnia 2023 w Chimki) – rosyjski florecista reprezentujący też ZSRR i WNP, złoty medalista olimpijski i dwukrotny medalista mistrzostw świata.
Na igrzyskach olimpijskich w Seulu w 1988 roku reprezentacja ZSRR w składzie: Aleksandr Romankow, Wladimer Apciauri, Ilgar Mamiedow, Anwar Ibragimow i Boris Koriecki zdobyła drużynowo złoty medal. Brał również udział w igrzyskach olimpijskich w Barcelonie w 1992 roku, zajmując drużynowo piąte miejsce. W obu przypadkach w zawodach indywidualnych nie startował. 
Podczas mistrzostw świata w Barcelonie w 1985 roku wspólnie z Aleksandrem Romankowem, Wladimerem Apciaurim i Borisem Korieckim zdobył brązowy medal w zawodach drużynowych. W tej samej konkurencji reprezentacja Rosji z Ibragimowem w składzie zdobyła również srebrny medal podczas mistrzostw świata w Hadze (1995).
Jego żona, Olga Wieliczko i ich syn, Kamil Ibragimow także uprawiali szermierkę.